# Martin Doktor
Martin Doktor, né le 21 mai 1974 à Polička, est un céiste tchèque pratiquant la course en ligne depuis plusieurs années.

## Biographie
Il est le porte-drapeau de la République tchèque aux Jeux olympiques d'été de 2000.

## Palmarès

### Jeux olympiques
- Médaille d'or aux Jeux olympiques de 1996 à Atlanta en C-1 500 m[réf. nécessaire].
- Médaille d'or aux Jeux olympiques de 1996 à Atlanta en C-1 1 000 m[2].